# Lundbæk
Lundbæk er en gammel hovedgård, som nævnes første gang i 1450. Gården ligger i Bislev Sogn, Hornum Herred, Aalborg Kommune. Hovedbygningen er opført i 1804. Lundbæk har siden 1948 været landbrugsskole.
Lundbæk Gods er på 28 hektar. Lundbæk Avlsgård er på 129 hektar.

## Ejere af Lundbæk
- (1450-1540) Vitskøl Kloster
- (1540-1552) Mikkel Nielsen Tornekrans
- (1552-1603) Christopher Mikkelsen Tornekrans
- (1603-1604) Dorthe Axel Juul gift Tornekrans
- (1604-1627) Iver Axelsen Juul
- (1627-1679) Ove Iversen Juul
- (1679-1690) Christian Ovesen baron Juel-Rysensteen
- (1690-1694) Jeanne Henriksdatter Rüse gift (1) Rantzau (2) Juul-Rysensteen (3) Daa
- (1694-1712) Gregers Valdemarsen Daa
- (1712-1735) Ove Henriksen baron Juul-Rysensteen
- (1735-1769) Otto Henrik Ovesen baron Juul-Rysensteen
- (1769-1782) Christian Frederik Ovesen baron Juul-Rysensteen
- (1782-1789) Christiane Dorothea Mohrsen gift (1) Juul-Rysensteen (2) von Adeler
- (1789-1842) Christian Frederik Christiansen baron Juul-Rysensteen
- (1842-1889) Niels Christiansen baron Juul-Rysensteen
- (1889-1907) Christian Frederik Adrian Nielsen baron Juul-Rysensteen
- (1907-1917) Vibeke baronesse Juul-Rysensteen gift baronesse Gyldencrone
- (1917) Niels Kaas
- (1917-1922) Erik Heiberg
- (1922-1932) Kay Iver Andersen
- (1932-1939) Olaf Kirketerp-Møller
- (1939) Slægten Kirketerp-Møller
- (1939) Statens Jordlovsudvalg
- (1939-1947) Laurenz Westerby (hovedbygningen)
- (1939-1940) Laurenz Westerby (avlsgården)
- (1940-1949) H. Thorndahl (avlsgården)
- (1949-1965) P. Pedersen (avlsgården)
- (1965-) Vagn Christensen (avlsgården)
- (1947-1948) Aalborg Amts Landboforening (hovedbygningen)
- (1948-) Lundbæk Landbrugsskole (hovedbygningen)

## Tordenkalven
Vagabonden Tordenkalven, der bl.a. er beskrevet i Johannes V. Jensens Himmerlandshistorier, var ansat på Lundbæk, da han blev krøbling efter at være kastet af en ustyrlig hest.

## Lundbæk trinbræt
Lundbæk fik billetsalgssted på Aars-Nibe-Svenstrup Jernbane (1899-1969), som i 1910 blev forlænget fra Aars til Hvalpsund. Der blev solgt billetter fra baneformandshuset, men der var ringe trafik, og billetsalget ophørte i 1921, hvor Lundbæk blev nedsat til trinbræt. Stationsbygningen blev solgt nogle år før banens lukning Den er bevaret på Algade 5, men har fået tilføjet en tilbygning, et par kviste og en vinterhave, der forbinder hovedbygning og retirade. Naturstien Nibe-Hvalpsund, som Naturstyrelsen har anlagt på det nedlagte banetracé, passerer lige forbi.